# Вайнфельден (округ)
Вайнфельден (нем. Weinfelden) — округ в Швейцарии. Центр округа — город Вайнфельден.
Округ входит в кантон Тургау. Занимает площадь 227,08 км². Население 56 379 человек. Официальный код — 2008.

## Коммуны округа
| Герб                 | Коммуна              | Оригинальное название   | Население (2019) | Площадь (2016) |
| -------------------- | -------------------- | ----------------------- | ---------------- | -------------- |
|                      | Аффельтранген        | Affeltrangen            | 2606             | 14,43          |
| Амликон-Биссег       | Амликон-Биссег       | Amlikon-Bissegg         | 1341             | 14,46          |
| Берг                 | Берг                 | Berg                    | 3449             | 13,14          |
| Бирвинкен            | Бирвинкен            | Birwinken               | 1340             | 12,29          |
| Бишофсцелль          | Бишофсцелль          | Bischofszell            | 5982             | 11,58          |
| Бюрглен              | Бюрглен              | Bürglen                 | 3959             | 11,71          |
| Буснанг              | Буснанг              | Bussnang                | 2458             | 18,88          |
| Эрлен                | Эрлен                | Erlen                   | 3779             | 12,19          |
| Хауптвиль-Готтсхаус  | Хауптвиль-Готтсхаус  | Hauptwil-Gottshaus      | 1993             | 12,49          |
| Хоэнтаннен           | Хоэнтаннен           | Hohentannen             | 584              | 8,01           |
| Крадольф-Шёненберг   | Крадольф-Шёненберг   | Kradolf-Schönenberg     | 3609             | 10,95          |
| Мерштеттен           | Мерштеттен           | Märstetten              | 2889             | 9,96           |
| Шёнхольцерсвилен     | Шёнхольцерсвилен     | Schönholzerswilen       | 846              | 10,93          |
| Зульген              | Зульген              | Sulgen                  | 3918             | 9,12           |
| Вайнфельден          | Вайнфельден          | Weinfelden              | 11 602           | 15,48          |
| Вигольтинген         | Вигольтинген         | Wigoltingen             | 2464             | 17,13          |
| Вуппенау             | Вуппенау             | Wuppenau                | 1118             | 12,12          |
| Цильшлахт-Зиттердорф | Цильшлахт-Зиттердорф | Zihlschlacht-Sitterdorf | 2442             | 12,21          |
|                      | Итого (18)           | Итого (18)              | 56 379           | 227,08         |

В 2011 году в состав округа Вайнфельден вошли коммуны:
- Бишофсцелль, Эрлен, Хауптвиль-Готтсхаус, Хоэнтаннен, Крадольф-Шёненберг, Зульген, Цильшлахт-Зиттердорф — из упразднённого округа Бишофсцелль,
- Аффельтранген, Шёнхольцерсвилен, Вуппенау — из округа Мюнхвилен.